# Finn Poncin
Finn Poncin (Breda, 14 september 1959) is een Nederlandse acteur.
Poncin is bekend van diverse televisieseries waaronder Hertenkamp, De Club van Sinterklaas en de minder succesvolle komedieserie Bergen Binnen. Verder heeft hij vele gastrollen gehad in politieseries als Unit 13 en Grijpstra & De Gier.

## Filmografie

### Televisie
- Koppensnellers – Bruno Ligthart (2020)
- Moordvrouw – Maarten van Middelkoop (lijkschouwer) (2017)
- VRijland – Pieter (2010-2013)
- Flikken Maastricht (2007): aflevering Dilemma (2014)
- Hotnews.nl – vader Kevin (2005)
- Bergen Binnen (2003-2004) – Cas van Wely (2003-2004)
- De Club van Sinterklaas (2002, 2004) – surprisepiet
- TV7 (2002) – Pim van Soest
- Hertenkamp (1998) – Wiebe Vorsselmans
- Pleidooi (1993) – advocaat Bijvanck

### Gastrollen
- B.A.B.S. – vader van Levie (2017)
- Dokter Tinus (2013) – postbode
- IC (2002-2006): Twee moeders (2006) – Johanna As
- Kinderen geen bezwaar (2005): De Heilige Gerard (2005) – politieagent
- Grijpstra & De Gier (2004): Verwoeste levens (2004) – Gerrit Veldheer
- Ik ben Willem (2002): De Kip (2002) – werkgever
- Kwartelhof (2002): De juiste snaar (2002) – televisieverkoper
- Russen: De Ziener (2001) – Lindner
- Unit 13 (1996-1998): Schimmenspel (1996) – Doctor Klinkenberg

### Film
- Dennis P. – Portier Globos (2007)
- Briefgeheim – vader van Jackie en Thomas (2010)
- Het hart van Hadiah Tromp – commandant (2018)
- Met mes – rechter (2022)
- Tegendraads – vader van Lena (2024)

### Nasynchronisatie
- Argaï – Prins Argaï
- Rocket Power – Tito Makani
- Pokémon – Butch, Norman en andere personages
- Yu-Gi-Oh! – Marik & Bandit Keith
- Umizoomi – Robot William "Bot" Umi
- The Fairytaler – Verschillende personages
- Rien's Planeet – Dorkus
- Phineas en Ferb – Kees, Norm en overige stemmen
- Disney Infinity – John Reid / The Lone Ranger, Time, Ultron, Kylo Ren
- De Legende van Korra – Tenzin
- Oban Star-Racers – Jordan C. Wilde
- Winx Club – Brafilius
- Gravity Falls – Oom Stan
- George of the Jungle – George
- Brandweerman Sam – Elvis Chrispijn, Dieuwertje Puk, Thom Thomas, Klaas Kozijn
- Shrek the Third – Stromboli de Poppenspeler
- Alice in Wonderland – Charles Kingsleigh
- SpongeBob SquarePants – Sheldon J. Plankton (overgenomen van Bas Westerweel) 2012-heden
- The SpongeBob Movie: Sponge Out of Water – Sheldon J. Plankton
- The SpongeBob Movie: Sponge on the Run – Sheldon J. Plankton
- Lego Marvel Super Heroes: Avengers Reassembled – Ultron
- Avengers Assemble – Ultron
- Monsters University – Overige stemmen
- Trollenjagers: Verhalen uit Arcadia – NietEnrique
- Zambezia: de Verborgen Vogelstad
- Sepp – de Wolvenvriend
- Invisible Sue
- Mijn Robot Vriend A.R.I
- Fireheart
- Pinocchio (2019)
- Mr. Popper's Penguins
- Ratchet & Clank – Victor von Ion
- Voltron: Legendary Defender – Koning Zarkon
- Star Wars Resistance – Doza
- De Legende van de drie caballeros – Lord Felldrake
- Dumbo – overige stemmen
- What If...? – Doctor Stephen Strange en Commandant Generaal
- Pinocchio – Geppetto
- Star Wars: Tales of the Jedi – Qui-Gon Jinn
- PAW Patrol – Burgemeester Humdinger
- Zootropolis – Stu Hopps (vader van Judy Hops)
- Zootropolis+ – Stu Hopps (vader van Judy Hopps)
- Stormwind – 5: In zwaar weer (2021) – Paule[1]
- De Smurfen – Boerensmurf
- The Little Mermaid – Mulligan (Nederlandse en Vlaamse versie)
- Once Upon a Studio – Pendule en Snuffel
- Chicken Run: Dawn of the Nugget – Nick
- Wallace & Gromit: Vengeance Most Fowl – Hoofdinspecteur Mackintosh

### Musicals
- Kruimeltje, de musical (2022/2023) – REP Entertainment
- Dolfje Weerwolfje, de musical (2021/2022) – REP Entertainment
- Dolfje Weerwolfje (2016/2017) – REP Entertainment
- Pippi Langkous, de musical (2014/2015) – MORE Theater Producties